# Pete Best
Randolph Peter Best (nascido Randolph Peter Scanland; Madras, 24 de novembro de 1941), mais conhecido como Pete Best, é um músico, compositor e servidor público britânico. Ele é mais conhecido por ser integrante original e primeiro baterista dos Beatles. Após ser demitido do grupo em 1962, ele começou a sua própria banda The Pete Best Four, e participou de muitas outras bandas ao longo dos anos. Ele é uma das várias pessoas referenciadas como "Quinto Beatle".
Best nasceu na cidade de Madras, então parte da Índia Britânica. Após a sua mãe, Mona Best (1924–1988), mudar-se para Liverpool em 1945, ela abriu o Casbah Coffee Club na adega de sua casa. Os Beatles (à época conhecidos como The Quarrymen) fizeram alguns de seus primeiros shows lá.
Os Beatles convidaram Best para entrar no grupo no dia 12 de agosto de 1960, na véspera da primeira temporada de clubes do grupo em Hamburgo. Ringo Starr acabou substituindo Best em 16 de agosto de 1962, quando o empresário do grupo, Brian Epstein, exilou Best sob a direção de John Lennon, Paul McCartney e George Harrison, após sua primeira sessão de gravação no Abbey Road Studios em Londres.
Depois de tocar em vários grupos comercialmente mal sucedidos, Best desistiu da indústria fonográfica para trabalhar como funcionário público por 20 anos, antes de iniciar a Pete Best Band. Ele é casado há mais de 50 anos com Kathy Best; eles têm duas filhas e quatro netos.

## Primeiros anos
A mãe de Best, Mona Best (nascida Alice Mona Shaw), nasceu em Deli, na Índia, e era filha de Thomas (um major irlandês) e Mary Shaw. Randolph Peter Scanland (mais tarde, de sobrenome Best), seu primeiro filho, nasceu em Madras (agora Chenai), Índia Britânica, em 24 de novembro de 1941. O pai biológico de Best foi o engenheiro naval Donald Peter Scanland, que morreu posteriormente durante a Segunda Guerra Mundial. A mãe de Best estava treinando para se tornar uma médica a serviço da Cruz Vermelha, quando conheceu Johnny Best, que veio de uma família de promotores esportivos em Liverpool que comandava o Liverpool Stadium. Durante a Segunda Guerra Mundial, Johnny Best era um oficial comissionado que servia como Instrutor de Treinamento Físico na Índia, e era o campeão de boxe dos médios do Exército.
Depois de seu casamento em 7 de março de 1944 na Catedral de São Tomás, em Bombaim, nasceu Rory Best. Em 1945, a família Best navegou por quatro semanas até Liverpool, no Georgic, o último navio de tropas a deixar a Índia, carregando soldados solteiros e casados que haviam sido parte das forças do general Sir William Slim no sudeste da Ásia. O navio atracou em Liverpool em 25 de dezembro de 1945.

### Liverpool
A família de Best viveu por pouco tempo na casa da família em West Derby, até que a mãe de Best se desentendeu com sua cunhada, Edna, que se ressentia da escolha da esposa pelo irmão. A família então se mudou para um pequeno apartamento na rua Cases, em Liverpool, mas Mona Best estava sempre procurando por uma casa grande - como estava acostumada na Índia - em vez de uma das casas menores que prevaleciam na região. Depois de se mudar para a 17 Queenscourt Road em 1948, onde os Bests viveram por nove anos, Rory Best viu uma grande casa vitoriana à venda no 8 Hayman's Green em 1957 e contou a Mona sobre isso. A família Best alegou que Mona, em seguida, empenhou todas as suas jóias para apostar em "Never Say Die", um cavalo que foi montado por Lester Piggott no Epsom Derby de 1954; ganhou em 33-1 e usou seus ganhos para comprar a casa em 1957. Anteriormente, a casa pertencera ao West Derby Conservative Club e era diferente de muitas outras casas de família em Liverpool, pois a casa (construída por volta de 1860) estava afastada da estrada e tinha 15 quartos e um acre de terra. Todos os quartos foram pintados de verde escuro ou marrom e o jardim estava totalmente coberto de vegetação. Mona depois abriu o Casbah Coffee Club em sua grande adega. A ideia para o clube veio primeiro de Best, quando ele pediu a sua mãe para algum lugar onde seus amigos pudessem se encontrar e ouvir a música popular da época.
Best passou no exame eleven plus na Blackmoor Park Primary School, em West Derby, e estava estudando na Liverpool Collegiate Grammar School, na Shaw Street, quando decidiu que queria fazer parte de um grupo musical. Mona comprou para ele uma bateria da loja de música de Blackler e Best formou sua própria banda, The Black Jacks. Chas Newby e Bill Barlow se juntaram ao grupo, assim como Ken Brown, mas só depois que ele deixou os Quarrymen. Os Black Jacks mais tarde se tornaram o grupo residente no Casbah, depois que os Quarrymen cancelaram sua residência por causa de uma discussão sobre dinheiro.
Durante 1960, Neil Aspinall tornou-se amigo do jovem Best e, posteriormente, alugou um quarto na casa dos Bests. Durante uma das longas viagens de negócios do padrasto da Best, Aspinall se envolveu romanticamente com Mona. Aspinall teve um filho de Mona - Vincent "Roag" Best, o terceiro filho de Mona - que é o meio-irmão de Best. Aspinall mais tarde se tornou o administrador de estradas dos Beatles, e negou a história por anos antes de admitir publicamente que Roag era de fato seu filho.

## The Beatles e Hamburgo
Em 1960, Allan Williams, o empresário dos Beatles, organizou uma temporada de reservas em Hamburgo, começando em 17 de agosto de 1960, mas reclamou que eles não o impressionaram, e esperavam encontrar uma atração melhor.
Não tendo nenhum baterista permanente, Paul McCartney procurou por alguém para preencher a posição de Hamburgo. Best foi visto tocando na Casbah com seu próprio grupo, os Black Jacks, e notou-se que ele era um baterista constante, tocando o bumbo nas quatro batidas no bar, o que impulsionava o ritmo. Em Liverpool, suas fãs do sexo feminino sabiam que ele era "mau, temperamental e magnífico", o que convenceu McCartney de que ele seria bom para o grupo. Depois que os Black Jacks terminaram, McCartney persuadiu Best a ir a Hamburgo com o grupo, dizendo que cada um ganharia £15 por semana. Como Best tinha passado nos exames da escola (ao contrário de Lennon, McCartney e Harrison, que falharam na maioria deles), ele teve a chance de cursar uma faculdade, mas decidiu que tocar em Hamburgo seria uma escolha melhor para a sua carreira. Best fez uma audição no Jacaranda Club, de propriedade de Williams, e viajou para Hamburgo no dia seguinte. Williams disse mais tarde que a audição com Best era desnecessária, já que o grupo não havia encontrado nenhum outro baterista disposto a viajar para Hamburgo, mas não contou à Best caso ele pedisse mais dinheiro.
Os Beatles fizeram seu primeiro show completo com Best em 17 de agosto de 1960 no Indra Club em Hamburgo, e o grupo dormiu no cinema Bambi Kino em um quarto pequeno e sujo com beliches, um antigo depósito frio e barulhento atrás da tela. Ao ver pela primeira vez o Indra, onde foram contratados para tocar, Best lembrou-se dele como um lugar deprimente patrocinado por alguns turistas, e tendo cortinas pesadas, velhas e vermelhas que faziam parecer gasto em comparação com o Kaiserkeller. Como Best tinha sido o único membro do grupo a estudar alemão na escola, ele podia conversar com o dono do clube, Bruno Koschmider, e a clientela. Depois que o Indra fechou devido a reclamações sobre o barulho, o grupo iniciou uma residência no Kaiserkeller.
Em outubro de 1960, o grupo deixou o clube de Koschmider para trabalhar no Top Ten Club, que Peter Eckhorn administrou, ao oferecer ao grupo mais dinheiro e um lugar um pouco melhor para dormir. Ao fazê-lo, eles quebraram o contrato com Koschmider. Quando Best e McCartney voltaram ao Bambi Kino para recuperar seus pertences, encontraram-no em quase total escuridão. Como um desprezo a Koschmider, McCartney encontrou um preservativo, prendeu-o a um prego na parede de concreto da sala e incendiou-o. Não houve nenhum dano real, mas Koschmider relatou ambos por tentativa de incêndio. Best e McCartney passaram três horas em uma prisão local e foram posteriormente deportados, assim como George Harrison, por trabalhar abaixo do limite legal de idade, em 30 de novembro de 1960.
De volta a Liverpool, os membros do grupo não tiveram contato uns com os outros por duas semanas, mas Best e sua mãe fizeram inúmeras ligações para Hamburgo para recuperar o equipamento do grupo. Mona organizou todas as reservas para o grupo em Liverpool, depois de despedirem Williams no final de 1961.
Chas Newby, o ex-guitarrista do Black Jacks, foi convidado para tocar baixo em quatro shows, enquanto o baixista Stuart Sutcliffe decidira ficar em Hamburgo. Newby tocou com o grupo na Prefeitura de Litherland e no Casbah. Ele ficou chocado com a grande melhoria em suas interpretações e cantos, e lembrou que a bateria de Best foi muito poderosa, o que levou o grupo a tocar mais e mais alto. Provavelmente foi graças a McCartney que Best desenvolveu um estilo de bateria, já que ele costumava dizer a Best em Hamburgo para "aumentar o volume" (tocar o mais alto possível).

### "My Bonnie"
Os Beatles reunidos retornaram a Hamburgo em abril de 1961. Enquanto eles tocavam no Top Ten Club, o cantor Tony Sheridan os recrutou como banda de apoio em uma gravação da gravadora alemã Polydor Records, produzida pelo músico Bert Kaempfert, que assinou com o grupo um contrato pela Polydor na primeira sessão em 22 de junho de 1961. Em 31 de outubro de 1961, a Polydor lançou a gravação "My Bonnie" (Mein Herz ist bei dir nur/My heart is only for you) que apareceu nas paradas alemãs sob o nome "Tony Sheridan and the Beat Brothers" - um nome genérico usado para quem quer que esteja na banda de apoio de Sheridan. A canção foi lançada mais tarde no Reino Unido.

## Decca, Parlophone e demissão
Brian Epstein, que vinha gerenciando os Beatles há menos de um mês, organizou uma audição de gravação na Decca Records, em Londres, no dia de ano novo de 1962. O grupo gravou quinze músicas, principalmente versões cover com três canções de Lennon/McCartney. John Lennon mais tarde admitiu que eles estavam "aterrorizados e nervosos". Um mês depois, a Decca informou a Epstein que o grupo havia sido rejeitado. Os membros da banda foram informados da rejeição, exceto Best. Epstein tornou-se oficialmente o empresário dos Beatles em 24 de janeiro de 1962 com o contrato assinado na casa de Pete.
Epstein negociou a posse da fita de audição da Decca, que foi então transferida para um disco de acetato, a fim de promover a banda para outras gravadoras em Londres. Nesse meio tempo, Epstein negociou o lançamento dos Beatles de seu contrato de gravação com Bert Kaempfert e a Polydor Records na Alemanha, que expirou em 22 de junho de 1962. Como parte deste contrato, os Beatles gravaram no estúdio Rahlstedtin, da Polydor, em 24 de maio de 1962, em Hamburgo, como banda de estúdio, apoiando Tony Sheridan.
O produtor musical da EMI, George Martin, reuniu-se com Epstein em 9 de maio de 1962 nos estúdios de Abbey Road e ficou impressionado com seu entusiasmo. Ele concordou em assinar com os Beatles um contrato de gravação, baseado na audição da fita de audição da Decca, sem tê-los visto ou ouvido ao vivo.

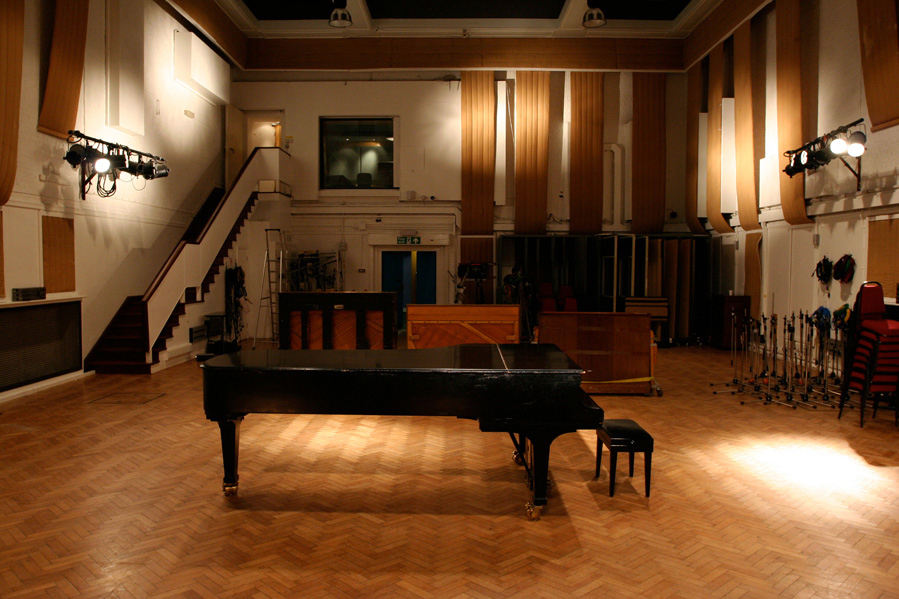
Estúdio Dois de Abbey Road (em 2008) onde Pete Best gravou com os Beatles em uma sessão de teste em 6 de junho de 1962

Logo após o contrato de gravação ter sido assinado, os Beatles realizaram um "teste comercial" em 6 de junho de 1962, no Estúdio Dois de Abbey Road. O produtor assistente Ron Richards e seu engenheiro Norman Smith gravaram quatro músicas: "Bésame Mucho", "P.S. I Love You", "Ask Me Why" e "Love Me Do". As últimas três músicas foram composições próprias dos Beatles, o que era muito incomum para bandas novas na gravação. Martin estava no prédio, mas não no estúdio. Martin foi chamado ao estúdio por Norman Smith quando ouviu a banda tocar "Love Me Do".
Os Beatles não eram novatos em gravações de estúdio, e a bateria de Best foi aceita pela Polydor em Hamburgo, mas Richards alertou Martin sobre a inadequação de Best para o trabalho no estúdio britânico. O engenheiro da EMI Norman Smith declarou em uma entrevista em vídeo de 2006 que não havia nada errado com a bateria de Pete, observando "... foi principalmente pelo que ele estava tocando e não como estava tocando" quando "Love Me Do" foi gravada pela primeira vez, referindo-se ao arranjo principal. Martin achou o timing de Best inadequado e queria substituir Best por um baterista experiente de estúdio para as gravações. Esta era uma prática comum na época em estúdios de gravação britânicos.
Quando Lennon, McCartney e Harrison souberam que Martin e os engenheiros preferiam substituir Best por um baterista de estúdio em sua próxima sessão de gravação em 4 de setembro de 1962, eles consideraram usar isso como um pretexto para dispensar permanentemente Best do grupo. Algum descontentamento com suas performances ao vivo (por exemplo, serem chamados de "Pete Best & The Beatles", e sua posição na frente em vez de ficar atrás dos outros no palco em algumas ocasiões) também podem ter sido um problema, causando irritação a banda (Pete se referiu a isso posteriormente em várias entrevistas de TV, afirmando que ele achava que havia algum ciúme dos outros). Eventualmente, depois de um longo tempo, pediram a Epstein para dispensar Best da banda.
Epstein sofreu com a decisão. Como escreveu em sua autobiografia, A Cellarful of Noise, ele "não tinha certeza" sobre a avaliação de Martin sobre a bateria de Best e "não estava ansioso para mudar a formação dos Beatles em uma época em que eles se desenvolviam como personalidades ... Eu pedi para os Beatles deixar o grupo como era". Epstein também pediu conselhos ao DJ de Liverpool Bob Wooler, que conhecia os Beatles intimamente, ao que Wooler respondeu que não era uma boa ideia, já que Best era muito popular entre os fãs. Parte do dilema para Epstein que surgiu na época (quando a banda ainda não alcançou sucesso nacional, mas sim o status local como uma boa banda com renda limitada), foi que Best foi um trunfo em shows, particularmente com as fãs do sexo feminino, garantindo que os locais tivessem uma audiência sólida.
O contra-argumento, no entanto, foi a maior consideração de a banda ter a melhor música possível para vendas de discos. Nesse ínterim, Epstein negou a Best que a EMI tivesse feito um contrato de gravação com a banda (verbalmente desde junho e por escrito no final de julho de 1962), o que significava que um novo baterista agora era inevitável. Poderia ter havido problemas legais se Pete soubesse. Em última análise, Epstein decidiu que "Se era pro grupo continuar feliz, Pete Best deveria ir". Epstein convocou Best para seu escritório e o demitiu na quinta-feira, 16 de agosto, dez semanas e um dia depois da primeira sessão de gravação. Epstein pediu a Best para continuar tocando com a banda até que Ringo se juntasse no sábado, 18 de agosto. Best tocou seus últimos dois shows com os Beatles em 15 de agosto no Cavern Club, Liverpool. Ele deveria tocar seu último show no dia 16 de agosto no Riverpark Ballroom, Chester, mas não compareceu; Johnny Hutchinson, da banda Big Three, foi cogitado como um substituto.
Best era um bom amigo de Neil Aspinall desde 1961, quando Aspinall alugou um quarto na casa onde Best morava com os pais. Enquanto ainda fazia parte do grupo, Best pediu a Aspinall para se tornar o gerente de estrada da banda e assistente pessoal; Aceitando o trabalho, Aspinall comprou uma antiga van Commer por oitenta libras. Aspinall estava esperando por Best no andar de baixo da loja de discos NEMS de Epstein após a reunião de demissão. Os dois foram ao Grapes Pub, na rua Mathew, a mesma rua do Cavern Club, onde o grupo tocara. Aspinall ficou furioso com a notícia, insistindo para Best que ele também renunciasse aos Beatles. Best o aconselhou fortemente a permanecer com o grupo. O relacionamento de Aspinall com Mona Best (e seu bebê de três semanas, Roag) foi encerrado. No próximo concerto, Aspinall perguntou a Lennon por que haviam demitido Best, ao que ele respondeu "Não tem nada a ver com você, você é apenas o motorista".
George Martin ficou surpreso ao saber que Epstein havia demitido Best, ouvindo as notícias de Mona Best via telefone. Martin negou que ele tivesse sugerido demiti-lo, dizendo a Mona:

"Eu nunca sugeri que Pete Best deveria sair. Tudo o que eu disse foi que, para os propósitos do primeiro disco dos Beatles, eu preferiria usar um músico de estúdio. Eu nunca pensei que Brian Epstein iria deixá-lo ir. Ele parecia ser a mercadoria mais vendável no que diz respeito à aparência. Foi uma surpresa quando soube que eles haviam abandonado Pete. A bateria era importante para mim, mas não importava muito. Os fãs não prestam atenção especial à qualidade da bateria."
 O editor da revista Mersey Beat, Bill Harry, afirmou que Epstein inicialmente ofereceu a posição de baterista vago no grupo para Hutchinson, que ele também havia gerenciado. Hutchinson recusou o trabalho, dizendo: "Pete Best é um grande amigo meu. Eu não posso fazer isso com ele".
Ringo Starr havia tocado anteriormente com Rory Storm and the Hurricanes - a banda alternativa no Kaiserkeller - e havia substituído Best quando este estava doente ou incapaz de tocar em Hamburgo e Liverpool. Harry relatou a demissão de Best na primeira página da revista Mersey Beat, perturbando muitos fãs dos Beatles. O grupo sofreu alguns protestos na rua e no palco por semanas, com alguns fãs gritando: "Pete forever, Ringo never!" ("Pete para sempre, Ringo nunca!"). Um fã agitado desferiu um soco no rosto de Harrison no Cavern, deixando-o com o olho roxo.
Como substituto de Best, Starr acompanhou a banda em sua segunda sessão de gravação na EMI nos estúdios Abbey Road em 4 de setembro de 1962. George Martin inicialmente se recusou a deixar Starr tocar, já que ele não estava familiarizado com Starr, e queria evitar qualquer risco de sua bateria não ser par. Em 11 de setembro de 1962, na terceira sessão de gravação da EMI, Martin usou o músico de estúdio Andy White na bateria durante toda a sessão, em vez de Starr, já que Martin já havia reservado White após a primeira sessão com Best. Starr tocava pandeiro em algumas músicas, enquanto White tocava bateria. Starr disse a Hunter Davies anos depois que ele havia pensado: "Esse é o fim. Eles estão fazendo comigo o que fizeram com Pete Best".
Muitos anos depois, Martin ainda lamentou sua decisão sobre Best e disse:
"Eu decidi que a bateria, que é realmente a espinha dorsal de um bom grupo de rock, não dava apoio suficiente aos garotos. Eles precisavam de uma boa batida sólida e eu disse a Brian: 'Olha, não importa o que você faça com os garotos, mas na gravação, ninguém precisa saber. Eu vou usar um baterista melhor. Brian [Epstein] disse: "Tudo bem". Me senti culpado porque senti que talvez eu fosse o catalisador que mudou sua vida [de Best] ... "
 Paul McCartney lembra de forma diferente:
"George Martin estava acostumado com os bateristas sendo muito "no tempo", porque todos os bateristas de sessão de big band que ele usava tinham uma grande noção do tempo. Agora, nossos bateristas do Liverpool tinham um senso de espírito, emoção, economia mesmo, mas não um senso mortal de tempo. Isso incomodaria os produtores em fazer um registro. George [Martin] nos levou para um lado e disse: “Estou muito infeliz com o baterista. Você consideraria mudá-lo? Nós dissemos: "Não, não podemos!" Foi uma daquelas coisas terríveis que você passa quando crianças. Podemos traí-lo? Não. Mas nossa carreira estava em jogo. Talvez eles cancelassem nosso contrato ..."
McCartney finalmente declarou, em seu documentário Wingspan em maio de 2001, que a saída de Best não tinha nada a ver com sua habilidade como baterista. Explicando porque Geoff Britton, ex-baterista de sua banda subsequente, Wings, "não durou muito" naquele grupo, McCartney disse: "É como nos Beatles, nós tivemos Pete Best. Ele era um ótimo baterista, mas tinha uma coisa, ele não era como o resto de nós, nós tínhamos um senso de humor em comum e ele estava quase a par com tudo isso, mas é uma linha tênue, você sabe, sobre o que exatamente está acontecendo. Então ele 'deixou' a banda e nós estávamos procurando por alguém que se encaixasse." Ele disse a Mark Lewisohn, da mesma forma, que quando George Martin sugeriu "mudar" seu baterista, os Beatles responderam: "Bem, estamos muito felizes com ele, ele trabalha muito bem nos clubes", mas também que "Pete nunca foi como o resto de nós. Nós éramos o trio maluco e Pete era talvez um pouco mais sensato, ele era um pouco diferente de nós, ele não era tão artístico como nós éramos."
Lennon teve uma visão dura em uma entrevista na década de 1970 sobre a saída de Best, afirmando:
"Até então nós estávamos muito cansados do Pete Best também porque ele era péssimo baterista, você sabe, ele nunca melhorou você sabe, e sempre houve esse mito sendo construído ao longo dos anos que ele era ótimo e Paul estava com ciúmes dele porque ele era bonito e toda essa porcaria que você conhece. E a razão pela qual ele entrou no grupo em primeiro lugar foi porque a única maneira de nós irmos a Hamburgo era tendo um baterista e nós tínhamos acabado de ouvir que esse cara, que nós conhecíamos por morar na casa de sua mãe que tinha um clube nele, tinha um kit de bateria e nós apenas o levamos na audição pra ver se ele podia manter uma batida por tempo suficiente aí nós o levamos para a Alemanha. E nós íamos largá-lo quando encontrassemos um baterista decente. Mas quando todos nós voltamos da Alemanha nós o treinamos para manter, você sabe, uma baqueta subindo e descendo no bar, ele não podia fazer muito mais do que isso, e ele parecia legal e as garotas gostavam dele assim, você sabe."

## Razões para a demissão

### Estilo de vida
Best nunca foi diretamente informado por alguém envolvido em sua demissão exatamente do porquê ele foi demitido; a única razão pela qual Epstein afirmou a ele foi: "Os rapazes não querem mais você no grupo". Epstein afirmou posteriormente em sua autobiografia que Lennon, McCartney e Harrison pensavam que Best era "convencional demais para ser um Beatle" e acrescentou que "embora ele fosse amigo de John, ele não era apreciado por George e Paul". Foi documentado, notavelmente no livro de Cynthia Lennon, John, que enquanto Lennon, McCartney e Harrison geralmente passavam o tempo livre juntos em Hamburgo e Liverpool, escrevendo canções ou socializando, Best geralmente saía sozinho. Isso deixou Best por fora, já que ele não estava a par de muitas das experiências, referências e piadas internas do grupo.
Uma fotógrafa alemã, Astrid Kirchherr, perguntou se eles não se importariam em deixá-la tirar fotos deles em uma sessão de fotos, o que os impressionou, já que outros grupos só tinham fotos tiradas por amigos. Na manhã seguinte, Kirchherr tirou fotografias na Heiligengeistfeld, uma área municipal de eventos próxima à Reeperbahn. À tarde, Kirchherr levou-os para a casa de sua mãe em Altona, com exceção de Best, que decidiu não comparecer. Dot Rhone, a namorada de McCartney na época que mais tarde visitou Hamburgo, descreveu Best como sendo muito quieto e nunca participando de conversas com o grupo.
Em sua primeira viagem a Hamburgo, o grupo logo percebeu que os trajes que eles usavam no palco não suportavam as horas de suor e pulação no palco todas as noites, então todos compraram jaquetas de couro, jeans e botas de cowboy, que eram muito mais resistentes. Best inicialmente preferia tocar usando mangas curtas mais frias no palco, e isso não combinava com o estilo sartorial do grupo, apesar de ter sido posteriormente fotografado vestindo uma jaqueta de couro e jeans. Lennon, McCartney, Harrison e Sutcliffe foram apresentados a drogas recreativas em Hamburgo. Como tocavam durante horas todas as noites, muitas vezes levavam Preludin para se manterem acordados, o que recebiam dos clientes alemães ou de Astrid Kirchherr, cuja mãe os comprara. Lennon costumava pegar quatro ou cinco, mas Best sempre recusava.

### Popularidade
A popularidade de Best com os fãs era uma fonte de atrito, já que muitas fãs do sexo feminino o consideravam o membro mais atraente da banda. O apresentador da Radio Merseyside, Spencer Leigh, escreveu um livro que narra a demissão de Best, sugerindo que os outros membros, McCartney em particular, estavam com ciúmes. Na edição de 31 de agosto de 1961 da publicação musical Mersey Beat de Bill Harry em Liverpool, Bob Wooler relatou o impacto musical local dos Beatles e destacou Best por elogios especiais, chamando o grupo de "musicalmente autoritativo e fisicamente magnético, exemplo a magnificência média e melancólica do baterista Pete Best - uma espécie de Jeff Chandler adolescente." Durante o show Teenagers 'Turn em Manchester, Lennon, McCartney e Harrison subiram ao palco e foram aplaudidos, mas quando Best seguiu entrou, as garotas gritaram. Depois, mulheres atenciosas cercaram Best na porta do palco, enquanto os outros membros foram ignorados depois de assinar alguns autógrafos. O pai de Paul, Jim McCartney, estava presente na época e alertou Best: "Por que você teve que atrair toda a atenção? Por que você não ligou para os outros rapazes de volta? Acho que foi muito egoísta da sua parte". Lennon chamou as acusações de ciúme de "mito".
Em 1963, na televisão britânica, Mona Best, com seu filho presente, comentou sobre sua demissão: "Do ponto de choque de personalidades, bem, provavelmente pode ser porque Peter tinha um fã-clube fantástico, você sabe, comparado ao [Entrevistador: Bonito demais, talvez?] Vou deixar isso para outras pessoas dizerem, mas do meu ponto de vista não viemos aqui para atirar paus e pedras nos garotos, porque não há nenhum sentimento realmente difícil. Houve no início, mas é apenas a maneira que foi feito que nos incomodou. Se tivesse sido feito um pouco mais simples, teria sido mais compreensível." Hunter Davies, em sua biografia autorizada dos Beatles publicada em 1968, concordou: "Há alguma justificativa para um pouco da raiva de Mona Best. A saída de Pete Best é um dos poucos incidentes obscuros da história dos Beatles. Houve algo sorrateiro no modo como foi feito."

### Habilidade musical
Todos os outros Beatles fizeram registros sobre a demissão de Best. Lennon disse que Best foi recrutado apenas porque eles precisavam de um baterista para ir a Hamburgo, "Nós íamos largá-lo quando encontrassemos um baterista decente." McCartney afirmou que Best era "bom, mas um pouco limitado". Harrison disse que "Pete continuava doente e não aparecendo para shows" e admitiu: "Eu era bastante responsável por agitar as coisas. Eu conspirava para trazer Ringo para a banda; eu conversei com Paul e John até que eles voltaram à ideia". De sua parte, Starr disse: "Eu senti que era um baterista muito melhor do que ele [Best] era."
Musicalmente, foi considerado que Best tinha um vocabulário rítmico limitado que era visto como o fato de manter os outros três membros da banda presos em seu crescimento musical coletivo. Martin considerou a bateria de Best inadequada para uma gravação. Como afirmado na biografia de Bob Spitz de 2005: "Tudo o que Pete podia fazer era tocar Fours", um estilo de bateria que usa notas de bumbo em cada semínima para manter a batida. O livro de Spitz também contém o relato do engenheiro Ron Richards sobre suas tentativas fracassadas de ensinar batidas melhores e mais complicadas para músicas diferentes. O crítico e historiador dos Beatles Richie Unterberger descreveu a bateria de Best na sessão da Decca como "pouco texturizada e pouco imaginativa", acrescentando que Best "impulsiona o ritmo um pouco rápido demais para o conforto". Unterberger achava que Starr era "mais talentoso". O crítico dos Beatles Alan W. Pollack comparou as versões de "Love Me Do" de Best, Starr e Andy White, e concluiu que Best era "um baterista incrivelmente instável e insípido" em sua versão. O historiador dos Beatles, Ian MacDonald, relatando a audição da Decca, disse que "as limitações de Best como baterista são claramente aparentes". MacDonald relata a sessão de gravação da EMI de 6 de junho que "... essa versão de audição [de "Love Me Do"] mostra uma das razões pelas quais Pete Best foi demitido: ao mudar para o prato de montaria para o primeiro meio, ele desacelera para baixo e o grupo vacila".
Lennon, McCartney e Harrison afirmaram mais tarde que lamentavam a maneira pela qual Best foi demitido. Lennon admitiu que "fomos covardes quando o demitimos. Fizemos Brian fazer isso". McCartney afirmou: "Eu sinto muito por ele, por causa do que ele poderia ter feito". Harrison disse: "Nós não fizemos bem em dizer a Pete que ele tinha que ir", e "Historicamente, pode parecer que fizemos algo desagradável com Pete e pode parecer que poderíamos ter lidado com isso melhor." Starr, por outro lado, sente que não tem desculpas a fazer: "Eu nunca senti pena ... eu não estava envolvido". Em 1968, o biógrafo autorizado dos Beatles, Hunter Davies, escreveu: "Mas para o bem da carreira de Pete, o que aconteceu com os Beatles depois, a manipulação e especialmente o anúncio da demissão poderia ter sido feito de forma mais limpa e clara. Ele poderia ter sido realocado em outro grupo antes de a notícia ser anunciada." Mais de vinte anos depois, Mark Lewisohn concluiu que "apesar de suas alegadas deficiências, ainda era um péssimo tratamento para Pete, que havia servido ao grupo sem problemas desde seus dias de Silver Beatles, durante três temporadas de Hamburgo e mais de 200 apresentações do Cavern Club. Ele tinha compartilhado as dores de cabeça, controlado as reservas dos Beatles antes de Epstein assumir o controle e havia feito de sua casa - Casbah - a casa deles. Os Beatles tiveram dois anos para dispensá-lo, mas não o fizeram, e agora - enquanto começavam a colher as recompensas por seu longo e árduo trabalho, com dinheiro sendo arrecadado e um contrato da EMI garantido - ele estava fora. Foi o capítulo mais despropositado, infeliz e imperdoável da ascensão dos Beatles ao poder monumental."

### Dificuldades entre Mona Best e os outros
Antes de Brian Epstein levar os Beatles, Mona Best lidava com a maior parte do trabalho de gerenciamento e promoção. De acordo com o promotor e manager Joe Flannery, Mona fez um grande trabalho para a banda, organizando uma série de importantes shows iniciais e dando-lhes uma ajuda muito necessária quando eles voltaram de Hamburgo pela primeira vez, mas isso veio no custo de ter que lidar com sua natureza arrogante. Neste momento crucial na história dos Beatles, John Lennon confidenciou a Flannery que ele considerava Mona "mandona como [sua tia] Mimi" e acreditava que ela estava usando os Beatles apenas por causa de seu filho, embora deve ter pesado contra o fato de que as relações cordiais dos Beatles com Mona seriam retomadas em breve. Ela costumava encontrá-los quando visitava Neil Aspinall em sua casa em Londres. Nessas ocasiões, os Beatles costumavam oferecer pequenos presentes para ela, que haviam adquirido em suas viagens. De sua parte, Mona permitiu que eles usassem as medalhas militares de seu pai na sessão de fotos para a capa do álbum Sgt. Pepper.
Embora a relutância publicamente declarada de Brian Epstein de demitir Best tenha rapidamente se tornado uma questão de registro nas primeiras biografias, ele achara que Mona Best era a causa do crescente agravamento. O desgosto de Epstein por sua interferência na administração dos Beatles, incluindo suas "opiniões agressivas sobre a maneira como ele lidou com a carreira de seu filho", era óbvio para todos, e ele também considerou Mona Best um canhão solto que não deveria interferir em suas operações. Além disso, o nascimento muito recente de Roag complicou ainda mais as questões. Embora Best pessoalmente não tenha sido responsável por esse acontecimento, ainda assim teria causado um grave escândalo se ele se tornasse conhecido, e Epstein poderia ter ficado horrorizado com a perspectiva.

## Depois dos Beatles
Logo após Best ser demitido, Epstein tentou consolá-lo, oferecendo-se para construir outro grupo ao seu redor, mas Best recusou. Sentindo-se deprimido, ficou em casa por duas semanas - não querendo enfrentar ninguém nem responder às inevitáveis perguntas sobre por que ele havia sido demitido. Epstein organizou secretamente com seu sócio agente de reservas, Joe Flannery, para Best se juntar a Lee Curtis and the All-Stars, que então se separou de Curtis para se tornar Pete Best & All Stars. Eles assinaram com a Decca Records, lançando o single "I'm Gonna Knock On Your Door", que não teve sucesso.

### Pete Best Combo
Best mais tarde se mudou para os Estados Unidos junto com os compositores Wayne Bickerton e Tony Waddington. Como o Pete Best Four, e mais tarde como o Pete Best Combo (um quinteto), eles fizeram uma turnê pelos Estados Unidos com uma combinação de canções dos anos 1950 e músicas originais, gravando para pequenas gravadoras, mas tiveram pouco sucesso. Eles finalmente lançaram um álbum pela Savage Records, Best of the Beatles; um trocadilho com o nome de Best, levando à decepção para os compradores de discos (que deixaram de ler os títulos das músicas na capa e esperavam uma compilação dos Beatles). O grupo se desfez pouco depois. Bickerton e Waddington tiveram mais sucesso como compositores nos anos 1960 e 1970, escrevendo uma série de sucessos para o grupo feminino americano Flirtations e o grupo britânico The Rubettes. Em 2000, a gravadora Cherry Red reeditou as gravações do Pete Best Combo como uma compilação de CD. Richie Unterberger, revisando o CD, afirmou que o "nível de energia da música é razoavelmente alto", que as composições de Bickerton e Waddington são "atraentes" e que a bateria de Best é "comum".
A banda americana de garage rock Lyres regravou "The Way I Feel About You" do Pete Best Combo, no seu álbum On Fyre de 1984.

## Últimos anos

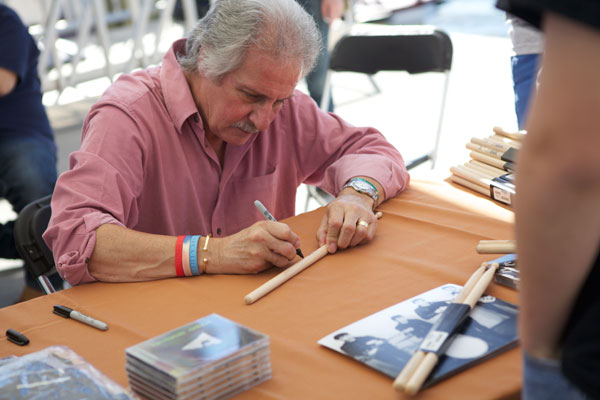
Best em 2010 autografando baquetas durante festival

Best decidiu deixar o show business, e na época da biografia autorizada dos Beatles por Hunter Davies em 1968, ele não estava disposto a falar sobre sua associação com a banda. Anos depois, ele declarou em sua autobiografia: "Os próprios Beatles certamente nunca estenderam a mão e só contribuíram para a destruição com suas fofocas prontamente impressas de que eu nunca fui realmente um Beatle, que eu não sorria, que eu era anti-social e definitivamente não era um bom mixer. Não houve uma única palavra amigável de qualquer um deles". Isso culminou em uma entrevista dos Beatles publicada na revista Playboy em fevereiro de 1965, na qual Lennon declarou que "Ringo costumava preencher algumas vezes se nosso baterista estivesse doente. Com sua doença periódica". Starr acrescentou: "Ele tomou pequenas pílulas para adoecer". Best processou os Beatles por difamação, eventualmente ganhando um acordo extrajudicial por muito menos do que os 18 milhões de dólares que ele havia pedido.
Hunter Davies lembrou que, enquanto trabalhava com os Beatles em sua biografia autorizada em 1968, "quando o assunto de Pete Best surgiu, eles pareciam se decepcionar, como se ele nunca tivesse tocado em suas vidas. Eles mostraram pouca reação ... não apenas que eles tinham sido sorrateiros no tratamento da demissão de Pete Best, nunca dizendo a ele em sua cara, mas que pela graça de Deus, ou de Brian Epstein, as circunstâncias poderiam ter sido diferentes e poderiam ter acabado [como Pete]." Durante o auge da Beatlemania, Best tentou o suicídio, mas sua mãe, Mona, e seu irmão, Rory, impediram-no de completá-lo. Best afirmou que após a intervenção "Eles me deram a conversa mais sensata que já tive em minha vida", o que resultou em ele mudar sua visão.
Em 1963, Best casou-se com Kathy, uma balconista de vendas da Woolworth que ele conheceu em um dos primeiros shows dos Beatles; o casal permanece casado por mais de cinquenta anos e tem duas filhas, além de quatro netos. Best trabalhou entregando pão, ganhando  oito libras por semana. Suas qualificações educacionais subsequentemente o ajudaram a se tornar um funcionário público trabalhando no Garston Jobcentre em Liverpool, onde ele se tornou oficial de emprego e gerente de treinamento no noroeste da Inglaterra, e, ironicamente, lembrou "um fluxo constante de Yosser Hughes da vida real" implorando-lhe para dar-lhes empregos. O máximo que ele podia fazer, ele lembra, era oferecer-se para treiná-los em outras áreas, "o que era uma questão emocional para pessoas que haviam feito um tipo de trabalho a vida toda."
Com o tempo, Best começou a dar entrevistas à mídia, escrevendo sobre seu tempo com o grupo e atuando como assessor técnico do filme de televisão Birth of the Beatles. Ele encontrou um pouco de fama independente e admitiu ser fã da música de sua antiga banda e de possuir seus discos. Em 1995, os Beatles sobreviventes lançaram o Anthology 1, que contou com várias faixas com Best como baterista, incluindo canções das audições da Decca e da Parlophone. Best recebeu um ganho considerável - entre um e quatro milhões de libras - das vendas, embora não tenha sido entrevistado para o livro ou para os documentários. De acordo com o escritor Philip Norman, a primeira vez que Best soube sobre os royalties devidos a ele pelo uso dessas faixas "foi em um telefonema" do próprio Paul McCartney, "aquele que estava tão ansioso para se livrar dele - A primeira vez que eles se falaram desde o ocorrido. "Alguns erros precisam ser corrigidos", Paul disse a ele. "Há algum dinheiro aqui que é devido a você e você pode pegar ou largar." Best pegou." A colagem de fotografias rasgadas na capa do álbum Anthology 1 inclui uma foto do grupo junto a Best, mas o rosto de Best foi removido, revelando uma foto do rosto de Starr, tirada da foto de capa do Please Please Me (a seção que falta da foto aparece na capa do álbum Haymans Green). Uma pequena fotografia de Best pode ser vista no lado esquerdo da capa do Anthology. Best apareceu em um anúncio para a Carlsberg Lager que foi transmitido durante o primeiro intervalo comercial do primeiro episódio da série de TV Anthology na ITV em novembro de 1995.

### Pete Best Band

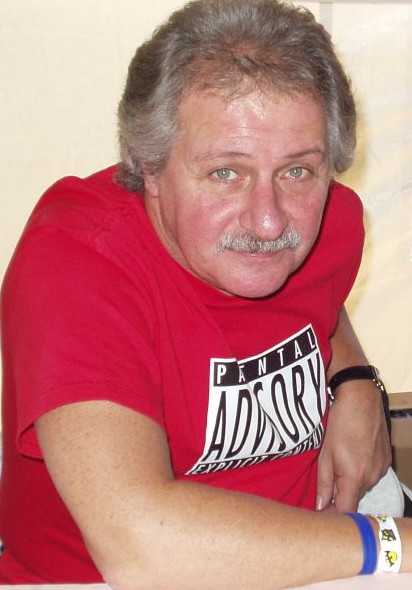
Best em 30 de outubro de 2005

Em 1988, depois de vinte anos recusando todos os pedidos para tocar bateria em público, Best finalmente cedeu, aparecendo em um congresso dos Beatles em Liverpool. Ele e seu irmão Roag se apresentaram, e depois sua esposa e mãe lhe disseram: "Você não sabe disso, mas vai voltar para o show business." Best agora regularmente excursiona pelo mundo com a Pete Best Band, compartilhando a bateria com seu irmão mais novo, Roag. O álbum Haymans Green, da Pete Best Band, feito inteiramente de material original, foi lançado em 16 de setembro de 2008 nos EUA, em 24 de outubro de 2008 em todo o mundo, excluindo o Reino Unido, onde foi lançado em 27 de outubro de 2008.

### No Brasil
Na sua primeira passagem pelo país em novembro de 2009, Best fez apresentações, junto de sua Pete Best Band, no Rio de Janeiro e em São Paulo.
Pete Best esteve no dia 9 de janeiro de 2011 em Vitória, Espírito Santo a convite da banda cover Clube Big Beatles, juntamente com o baterista dos Paralamas do Sucesso, João Barone. A apresentação contou ainda com a banda da Polícia Militar do Espírito Santo.
Voltou ao Brasil em 24 de setembro de 2015 para o show comemorativo de 25 anos do Clube Big Beatles, que também contou com Andreas Kisser, Ivan Lins e Jerry Adriani.
Em 12 de fevereiro de 2021, a banda cover Clube Big Beatles lançou gravação ao vivo da canção "My Bonnie" com Pete Best na bateria.

### Honras
Em 6 de julho de 2007, Best foi introduzido no All You Need Is Liverpool Music Hall of Fame. Ele foi presenteado com um certificado antes de sua banda se apresentar. Liverpool também homenageou Best com o anúncio, em 25 de julho de 2011, de que duas novas ruas da cidade seriam chamadas de Pete Best Drive e Casbah Close.

## Representações na cultura

### Cinema e televisão
Best é retratado em vários filmes sobre os Beatles. No filme biográfico Birth of the Beatles, de 1979, para o qual Best foi consultor técnico, ele é interpretado por Ryan Michael. Tanto no filme de 1994 Backbeat quanto no telefilme biográfico de 2000, In His Life: The John Lennon Story, Best é interpretado por Scot Williams, ator nascido em Liverpool. O filme de 2008 de Rainn Wilson, The Rocker, sobre um baterista expulso de uma banda de glam metal sem culpa alguma, foi inspirado pela demissão de Best. O ex-Beatle teve uma participação especial no filme.

### Teatro
BEST!, uma peça de comédia escrita pelo dramaturgo de Liverpool Fred Lawless, foi encenada no Liverpool Everyman Theatre e no Dublin Theatre Festival em 1995 e 1996. A peça, que era principalmente ficcional, mostrou um cenário alternativo entre a história de Best e dos Beatles. A peça foi bem recebida pela crítica tanto no Liverpool Echo quanto no livro de 1998 de Spencer Leigh, Drummed Out : The Sacking of Pete Best.
Pete Best é um personagem principal na peça Presence de David Harrower, de 2001, que estreou no Royal Court Theatre, em Londres, dramatizando o tempo dos Beatles em Hamburgo.
O ator de Wirral, Andrew Games, interpretou Pete Best em BestBeat no Unity Theatre, em Liverpool, que documentou o tempo de Best com os Beatles de 1960 a 1962.

## Discografia

### Singles
- "I'm Gonna Knock on Your Door"/"Why Did I Fall in Love with You" (Decca F 11929, lançado: 1964)[151]
- "Don't Play With Me (Little Girl)"/"If You Can't Get Her" (Happening 405, lançado: 1965)[151]
- "If You Can't Get Her"/"The Way I Feel About You" (Happening HA1117, lançado: 1965)[151]
- "Kansas City"/"Boys" (Cameo 391, lançado: 1965)[151]
- "(I'll Try) Anyway"/"I Wanna Be There" (Original Beatles Drummer 800, lançado: 1965)[151]
- "I Can't Do Without You Now"/"Keys to My Heart" (Mr. Maestro Records 711, lançado: 1965)[151]

### Álbuns
- Best of the Beatles (Savage BM 71, lançado: 1965)[151]
  - Incluindo: "I Need Your Lovin"; "Just Wait and See"; "Casting My Spell"; "Keys to My Heart"; "Why Did You Leave Me Baby?"; "Like My Sister Kate"; "I Can't Do Without You Now"; "I'm Blue"; "Some Other Guy"; "She's Alright"; "Nobody But You"; "Last Night"
- The Beatle That Time Forgot [versão original] (Phoenix PB-22, lançado: 1981)[151]
  - Incluindo: "I'm Checking Out Now Baby"; "I'll Try Any Way"; "I Don't Know Why (I Just Do)"; "How'd You Get to Know Her Name"; "She's Not the Only Girl in Town"; "If You Can't Get Her"; "More Than I Need My Self"; "I'll Have Everything Too"; "The Way I feel About You"; "Don't Play With Me (Little Girl)"; "Rock and Roll Music"; "All Aboard"
- Rebirth (Phoenix PB-44, lançado: 1981)[151]
  - Incluindo: "I Can't Do Without You Now"; "Off the Hook"; "She's Alright"; "I Need Your Lovin'"; "Why Did You Leave Me Baby"; "High School Shimmy"; "I Wanna Be There"; "Everybody"; "Pete's Theme"; "Keys to My Heart"
- The Beatle That Time Forgot [Reedição] (Phoenix PHX 340, lançado: 1982)[151]
  - Incluindo: "I'll Try Anyway"; "I Don't Know Why I Do (I Just Do)"; "She's Not the Only Girl in Town"; "More Than I Need My Self"; "I'll Have Everything Too"; "I'm Checking Out Now Baby"; "How'd You Get to Know Her Name"; "If You Can't Get Her"; "Rock and Roll Music"
- Back to the Beat – (1995)[152]
- The Pete Best Combo: Beyond the Beatles 1964–1966 (1 de fevereiro de 1996)[153]
- Live at the Adelphi Liverpool 1988 – (23 de setembro de 1996)[154]
- Best (18 de agosto de 1998)[155]
- Casbah Coffee Club 40th Anniversary Limited Edition (1999)[156]
- The Savage Young Beatles (10 de maio de 2004)[157]
- Haymans Green – lançado em 16 de setembro de 2008 (EUA), agosto de 2008 (RU) (The Pete Best Band)[158]